# Боєприпаси з полімерними гільзами

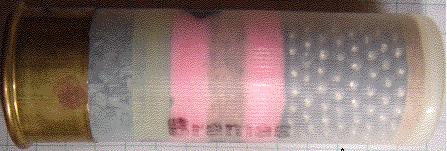
Набій дробовика 12-калібру у прозорому у прозорому пластиковому корпусі, який дозволяє бачити вміст набою.

Боєприпаси з полімерними гільзами - боєприпаси з полімерними гільзами замість звичайних металевих гільз. Полімерні гільзи вважають альтернативою металевим для зменшення ваги та ціни боєприпасів для ручної зброї.

## Походження
Перші посилання на можливе використання полімерів при виробництві гільз відносяться на початок 1950-х років. Один з перших патентів видан Джеку Роске в 1950. Ідея полягала в використанні металевого донця з полімерною гільзою "яка перетвориться у газ під час пострілу, щоб допомогти у витісненні кулі і тим самим дозволити зменшити вагу заряду".

## Приклади
- Більша частина набоїв для дробовиків мають полімерні гільзи з металевими донцями або кільцями.
- Найвідомішою гвинтівкою яка використовувала полімерні набої була Steyr ACR.
- Центр ARDEC армії США розробив 5,56  мм телескопічний боєприпас[2] for its LSAT program.
- За програмою TSWG, помічника міністра оборони по спеціальним операціям, було розроблено легкі пластикові гільзи для набоїв різних калібрів для USSOCOM.[3]

## Виробники
- PCP пропонує набої 5,56 мм НАТО/.223 Rem. and 7.62mm NATO/.308 Win.[4]
- PolyCase Ammunition пропонує набої .380 Polymer Cased Round.[5]